# 克朗-热夫里耶
克朗-热夫里耶（法語：Cran-Gevrier，法語發音：[kʁɑ̃ ʒəvʁije]）是法国上萨瓦省的一个旧市镇，属于阿讷西区。2017年1月1日，克朗-热夫里耶与邻近的4个市镇并入阿讷西。

## 地理
克朗-热夫里耶（45°54'13"N, 6°6'14"E）面积4.8 平方千米，位于法国奥弗涅-罗讷-阿尔卑斯大区上萨瓦省，该省份为法国东部省份，历史上为薩伏依的一部分，北与瑞士接壤，西接安省，南至萨瓦省，东与瑞士和意大利接壤。
与克朗-热夫里耶接壤的市镇（或旧市镇、城区）包括：沙瓦诺、梅泰、普瓦西、塞诺。
克朗-热夫里耶的时区为UTC+01:00、UTC+02:00（夏令时）。

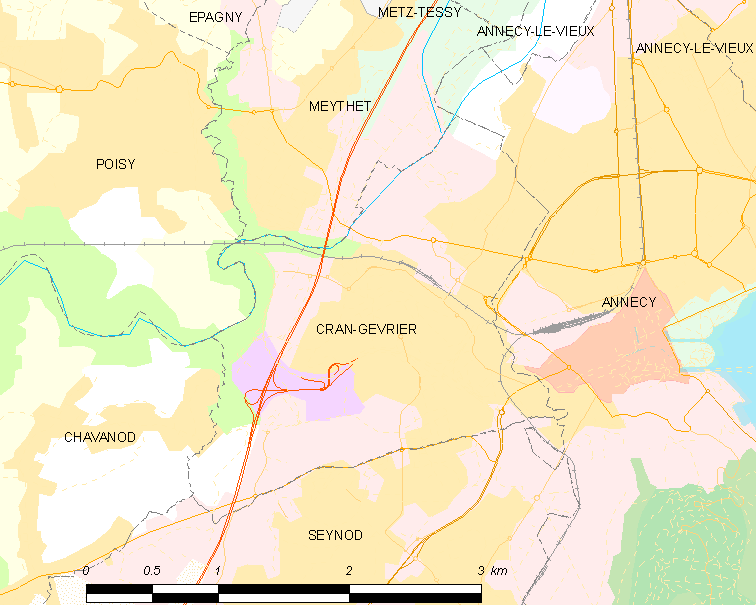
克朗-热夫里耶的OSM定位图

## 行政
克朗-热夫里耶的邮政编码为74960，INSEE市镇编码为74093。

## 政治
克朗-热夫里耶所属的省级选区为阿讷西第四县。

## 人口

1962-2008年间克朗-热夫里耶人口变化图示

克朗-热夫里耶于2018年1月1日时的人口数量为18330人。